# Flughafen Toulouse-Francazal

i7
i11
i13
Der Aéroport de Toulouse-Francazal ist ein Flughafen im Südwesten des Großraums Toulouse auf dem Gebiet der Gemeinden Cugnaux und Portet-sur-Garonne. Unter seinem heutigen Namen besteht er seit 2012.
Zuvor war er ein Militärflugplatz der Armée de l’Air, sie bezeichnete ihn als Base aérienne 101 Toulouse-Francazal (B.A. 101). Die letzte fliegende Einheit war eine Transall-Schulstaffel. Im Hinblick auf den Zulauf des Nachfolgemodells Airbus A400M, das hier nicht mehr stationiert werden sollte, waren die Transalls bereits 2008 abgezogen worden.
Der Flughafen wird durch die SETFA (Anteilseigner: SNC Lavalin (seit 2017 Edeis), Flughafen Toulouse-Blagnac und CCI Toulouse) betrieben, wobei ein Teil des Geländes noch durch die Armée de terre genutzt wird.

## Geschichte
Francazal war der erste öffentliche Flughafen von Toulouse, der im März 1923 offiziell eröffnet wurde. Die fliegerische Nutzung des Geländes lässt sich allerdings bis ins Jahr 1911 zurückverfolgen.
In den 1930er Jahren wurden der Flughafen gemischt militärisch und zivil genutzt. Zwischen 1933 und 1936 war der Flughafen Ausgangspunkt der „Air France“-Verbindung nach Südamerika. Die Firma Dewoitine/SNCAM nutzte die Einrichtung zu Flugversuchen und die Armée de l'air eröffnete 1934 ihre Base aérienne 101 Toulouse-Francazal.

### Zweiter Weltkrieg
Am 11. November 1942 besetzte die deutsche Wehrmacht Vichy-Frankreich. Flugzeuge der Luftwaffe nutzten den Flughafen bis August 1944 (Operation Dragoon = Landung der Alliierten an der cote d’Azur).
Ab Mitte Februar 1944 war Francazal Stationierungsort der III. Gruppe des Kampfgeschwaders 100 (III./KG 100). Die Gruppe flog Do 217K-Bomber.
Am 17. August 1944, zwei Tage nach dem Beginn der Operation Dragoon, befahl das OKW der Armeegruppe G die Räumung Südfrankreichs.

### Nach 1945
Im Rahmen einer 2008 verkündeten Streitkräftereform sollte die Basis im folgenden Jahre zum 1. September 2009 aufgelöst. Zum Zeitpunkt dieser Ankündigung war Francazal Heimat folgender Verbände:
- Centre d’instruction des équipages de transport (CIET 00.340)
- Escadron du soutien technique spécialisé (2E.340)
- Ensemble équipe technique et d’instruction spécialisée (EETIS 63.560)
- Multinational Entry Into Service Team A400M (MEST 01.338)

Die restliche Abwicklung der Basis erfolgte unter der Bezeichnung Détachement air 101 in den folgenden zwölf Monaten.
Der zivile Flugbetrieb auf dem bisherigen Militärflugplatz wurde am 3. Januar 2011 aufgenommen.

## Konversion
Die Konversion eines Teils der damaligen Basis 101 begann 2009. (Hinweis: Die Basis 101 wurde Mitte 2025 reaktiviert. Sie befindet sich jedoch seither unter der französischen Bezeichnung Base aérienne à vocation spatiale (BAVS) am Standort der CNES im Süden von Toulouse. Ihre Aufgabe ist die Ausbildung für die militärische Nutzung des Weltraums.)
Im Jahr 2014 begann der Eigentümer SETFA mit der Umsetzung eines 10-Mio.-Euro-Investitionsprogramms, das sich über fünf Jahre erstrecken wird. Hierzu gehören die Modernisierung der flugtechnischen Einrichtungen auf dem 170 ha großen Gelände und die Ansiedlung weiterer luftfahrttechnischer Betriebe neben den bis Mitte 2014 bereits angesiedelten 19 Firmen. Insgesamt sollen 1000 Arbeitsplätze entstehen.
Im September 2014 findet erstmals der Flugtag Des Étoiles et des Ailes statt.

## Militärische Nutzung
Das Militär nutzt einen Teil des Geländes als Armeekaserne weiter. Zur Unterstützung der hier stationierten Fallschirmjäger des 1er régiment du train parachutiste (1er RTP), wird die ehemalige Basis auch nach wie vor von Transportflugzeugen angeflogen.

## Zivile Nutzung
Die zivile fliegerische Nutzung beschränkt sich auf die Allgemeine Luftfahrt. Auf und am Rande des zivilen Bereiches befinden sich eine Reihe hauptsächlich luftfahrttechnischer Unternehmen, darunter die Firma Atlantic Air Industries.

## Zwischenfälle
- Am 11. Januar 1963 wurde eine Lockheed L-749A Constellation der französischen Zivilluftfahrtbehörde Secrétariat Général à l’Aviation Civile (SGAC) (Luftfahrzeugkennzeichen F-BAZM) bei Périllos (Département Pyrénées-Orientales, Frankreich), etwa 22 Kilometer von Perpignan entfernt, in die Flanke des kleinen Bergs Mont Lapalme geflogen. In einer Höhe von nur 700 Metern flog die Maschine bei Nebel frontal in den Berggipfel. Das Flugzeug befand sich auf einem Trainingsflug vom und zum Flughafen Toulouse-Francazal. Bei diesem CFIT (Controlled flight into terrain) wurden alle 12 Besatzungsmitglieder getötet, die einzigen Insassen.[3][4]

- Am 23. November 1984 kollidierte eine Transall C-160NG der Französischen Luftstreitkräfte (Luftfahrzeugkennzeichen FrAF 209/64-GI) mit einer Transall C-160F (FrAF 156/61-ZV) in der Nähe von Castres. Beide Maschinen waren auf dem Militärflugplatz Toulouse-Francazal gestartet. Beim Absturz der beiden Flugzeuge kamen alle 13 Besatzungsangehörigen ums Leben, vier in der C-160NG und neun in der C-160F.[5][6]